# 揚科群
在數學上，揚科群(Janko Groups)是以數學家茲沃尼米爾‧揚科(Zvonimir Janko)為名的四個散在單群。揚科本人在1965年給出了第一個揚科群J1，並預測了J2與J3的存在。在1976年，他又提出了J4的存在。之後J2、J3與J4都被證實是存在的。

## 揚科群列表
- 揚科群J1之階為175 560 = 23 · 3 · 5 · 7 · 11 · 19。這是唯一一個由揚科本人證明存在的揚科群。
- 哈爾─揚科群(Hall–Janko group)，又作J2、HJ或哈爾─揚科─瓦里斯群(the Hall–Janko–Wales group)，其階為604 800 = 27 · 33 · 52 · 7。此群由小馬紹爾‧哈爾(Marshall Hall, Jr.)與大衛‧瓦里斯(David Wales)所構造。
- 揚科群J3，又作希格曼─揚科─麥凱群(Higman–Janko–McKay group)，其階為50 232 960 = 27 · 35 · 5 · 17 · 19。此群由葛拉罕‧希格曼(Graham Higman)與約翰‧麥凱(John McKay)所構造。
- 揚科群J4之階為86 775 571 046 077 562 880 = 221 · 33 · 5 · 7 · 113 · 23 · 29 · 31 · 37 · 43。此群由西蒙‧諾頓(Simon P. Norton)所構造。